# West Wareham
West Wareham é um lugar designado pelo censo localizado no condado de Plymouth no estado estadounidense de Massachusetts. No Censo de 2010 tinha uma população de 2.064 habitantes e uma densidade populacional de 209,94 pessoas por km².

## Geografia
West Wareham encontra-se localizado nas coordenadas 41° 47′ 30″ N, 70° 45′ 28″ O. Segundo a Departamento do Censo dos Estados Unidos, West Wareham tem uma superfície total de 9.83 km², da qual 9.66 km² correspondem a terra firme e (1.71%) 0.17 km² é água.

## Demografia
Segundo o censo de 2010, tinha 2.064 pessoas residindo em West Wareham. A densidade populacional era de 209,94 hab./km². Dos 2.064 habitantes, West Wareham estava composto pelo 83.96% brancos, o 4.02% eram afroamericanos, o 0.34% eram amerindios, o 0.78% eram asiáticos, o 0.05% eram insulares do Pacífico, o 6.98% eram de outras raças e o 3.88% pertenciam a duas ou mais raças. Do total da população o 1.84% eram hispanos ou latinos de qualquer raça.